# ポーツマスFC
ポーツマス・フットボール・クラブ (Portsmouth Football Club [ˈpɔːrtsməθ] ( 音声ファイル)) は、イングランド・ハンプシャー州ポーツマスに本拠地を置くサッカークラブ。現在はEFLリーグ1に所属。愛称は「ポンペイ」。ポーツマスからわずか17マイルの位置に本拠地を構えるサウサンプトンとの一戦はサウスコースト・ダービー (South Coast derby) と呼ばれ、一層の盛り上がりをみせる。

## 概要
港町らしく青色のチームカラーに碇を表す八角星と剣を変形させたエンブレムは、町にゆかりのあるリチャード1世の紋章を基盤にしたものである。ポーツマスでは船乗りや医師の間で1850年代からフットボールが親しまれていた。そこで1898年に地元のビール工場のオーナーであったジョン・ブリックウッドを中心に現在のクラブが設立された。1899-1900シーズンからはサザンフットボールリーグに所属。1920-21シーズンからはプロリーグ(3部)に昇格。1926-27シーズンに2部で二位に食い込み1部に昇格。17位と下位に甘んじながらも1938-39シーズンはFAカップを制覇した。第二次世界大戦によるリーグ中断から二年後の1948-49シーズンはリーグを初優勝。翌シーズンも連覇を達成し、コミュニティ・シールドにおいてもウルヴァーハンプトンとの熱戦の末、史上初の同時優勝に輝いた。
1950 ブラジルワールドカップにも招集されたジミー・ディクソンを擁し、リーグ連覇、コミュニティー・シールド優勝と栄華を極めた1940年代後半を過ぎると、チームは低迷。1958-59シーズンに2部に降格すると1960-61シーズンには3部まで降格。1年で2部復帰を果たすも長らく一部昇格は叶わず、1975-76シーズンにまたしても3部に降格。1977-78シーズンには4部降格の憂き目にあってしまう。80年代は徐々に力をつけて1986-87シーズンに2部で二位に食い込み約30年ぶりの1部昇格を果たした。しかし、僅か一年で降格してしまい、以後約15年間2部に留まってしまう。
降格後の1990年代～2000年代初頭は度重なる監督交代から象徴されるように昇格はおろか中位と下位を行き来する時代であった。バルカンの黄金銃の愛称で親しまれたロベルト・プロシネチキやシーズン途中に移籍したものの20歳にして18得点を上げたピーター・クラウチを擁した2001-02シーズンも昇格プレーオフ進出最低ライン6位のノリッジ・シティとの勝ち点差22の17位と低迷状態から抜け出すことは出来なかった。
2002年3月に不調によってグラハム・リックス監督が解任され、ハリー・レドナップ監督が就任するとチームは一変。2002-03シーズンは数年の低迷の曇り空が晴れたかのように快進撃を見せ、開幕から引き分けを一度挟んで8連勝。中盤4試合連続引き分けと勝ちきれない時期もあったが、終わって見ると勝ち点98で優勝。チームは1987-88シーズン以来の1部昇格を果たした。選手個人としてもレドナップのウェストハム・ユナイテッド時代からの教え子スヴェトスラフ・トドロフが最終節のブラッドフォード・シティ戦でのハットトリックを含め45試合26得点と大爆発で得点王を獲得。トリニダード・トバゴ代表のシャカ・ヒスロップ、元イングランド代表のベテランポール・マーソン、マシュー・テイラーの三選手がPFA年間ベストイレブンに選出された。
昇格後は残留争いを繰り広げるシーズンが続きいたが、2006年7月にロシア系フランス人富豪、アレクサンドル・ガイダマクが代表に就任すると、マンチェスター・シティからディビッド・ジェームスを、アーセナルからはソル・キャンベル、ヌワンコ・カヌ等々代表クラスの選手を積極的に補強。2006-2007年シーズンは2007年4月7日に対マンチェスター・ユナイテッド戦で勝利した事によりプレミアリーグにおけるチーム最多勝ち点の46点目を獲得し、最終順位は9位となった。2007-08シーズンは、リーグは8位に終わったものの、FAカップでは順調に勝ち進み、決勝では二部のカーディフ・シティに1-0で勝利し69年ぶりにFAカップ優勝した。
2008-09シーズンは順風満帆なクラブの前途が期待されたが、金融危機の影響で多額の負債を抱え、レドナップ監督も途中退団するなど苦境に陥り首の皮一枚で繋がる形で残留を果たした。シーズン終了後マンチェスター・シティを買収したUAEの投資グループ・ADUG幹部スライマーン・アル＝ファヒームによるクラブ買収が発表された。しかし極度の財政難は解消されず、サウジアラビアのアリ・アル＝ファラジが2009年10月に、香港のバーラム・チャンライが2010年2月にオーナーに就任するなどマネジメント面で混乱が続いた。
2009-10シーズンはプレミアリーグ史上最悪の事態を招くことになる。金融危機後、選手の移籍などで1億ポンド（約136億円）を調達したものの、7千万ポンド（約100億円弱）の残額の救済に協力的な買収先を探し出すのに失敗したため、2010年2月26日付で破産申請を行いプレミアリーグ史上初の倒産チームとなった。シーズン中2度の選手への給与未払いや移籍金の支払いの滞りが報道されるなど、資金繰りの困窮が表面化し、倒産は秒読みとの見方が大勢を占めている中での出来事だった。以後は管財人の下でチーム再建を目指すものの、制裁処分として9ポイントの減点を科され、来シーズンの降格は免れない状況となった。しかし、ピッチでは明るい話題もあった。2009年11月にポール・ハートに替わり、チェルシーを解任されたアヴラム・グラントが監督就任。就任後リーグ戦では倒産の影響もあって降格を喫してしまうが、FAカップではケヴィン＝プリンス・ボアテングの躍進もあって決勝に進出。決勝ではチェルシーに敗戦してしまうが、暗い話題にもめげず奮闘する選手の姿はファンの目に焼き付いた。
2010-11シーズンは2部でもなんとか中位に食い込んだ。2011-12シーズンは2011年6月にCSI（コンバース スポーツ イニシアティブ）を率いるロシア人実業家ウラジミール・アントノフがオーナーに就任。WRCの放映権を所有するノースワンスポーツも配下に収めるアントノフの就任はクラブへ明るい兆しをもたらしたように思われたが、金融関係の不正取引容疑で逮捕されたことでCSIが破綻。そして2012年2月17日に二度目の破産申請を発表し破産管理人の下に置かれることとなった。他クラブやリーグへの借金、未払いの税金などを含めた負債が約400万ポンド（約5億円）とされ、クラブは規定により勝ち点10点はく奪を余儀なくされシーズン終了後3部へ降格した。シーズン中は財政難から選手自らがチケット売り場に立つこともあった。
2012-13シーズンは深刻な財政状況のためにトップ選手を4名しか登録できない時期もあり、シーズン前の親善試合のマッチシートには選手名を記入できないという異例の事態も発生。2013年4月末までに倒産状況を脱しなければリーグからの追放を通告され、最悪の事態も考えられる状況に陥った。しかし、クラブの危機を救ったのはファンによって設立された「ポンペイ・サポーターズ・トラスト (PST) 」だった。2009年に設立された同団体は一口5ポンドから寄付を募り、マスコミや投資家、競合相手から「素人」と揶揄されながらも、約2000人から一口15万円の資金を集め富裕層の同志たちが約700万円ずつ出資したことによりクラブを購入。サポーターがオーナーとなるクラブが誕生した。4部へ降格となったが、国内最大の市民クラブとして新たな一歩を歩みだした。2014年9月には700万ポンドの負債の返済が完了したことが発表された。
2017年8月3日、元ウォルト・ディズニー・カンパニー最高経営責任者のマイケル・アイズナーによって576万ポンド（約8億3500万円）で買収された。
2023-24シーズンにリーグ1（3部）で優勝し、12年ぶりのチャンピオンシップ（2部）復帰を決めた。

## タイトル

### 国内タイトル
- リーグ : 2回
  - 1948-49, 1949-50

- フットボールリーグ1：1回
  - 2023-24
- フットボールリーグ2 ：1回
  - 2016-17

- FAカップ : 2回
  - 1938-39, 2007-08

- コミュニティーシールド : 1回
  - 1949

- EFLトロフィー：1回
  - 2018-19

### 国際タイトル
- バークレイズ・エイジア・トロフィー : 1回
  - 2007

## 過去の成績
| シーズン | ディビジョン        | ディビジョン | ディビジョン | ディビジョン | ディビジョン | ディビジョン | ディビジョン | ディビジョン | ディビジョン | FAカップ     | リーグカップ | 欧州カップ / その他                        | 欧州カップ / その他            | 最多得点者                                           | 最多得点者 |
| シーズン | リーグ              | 試           | 勝           | 分           | 敗           | 得           | 失           | 点           | 順位         | FAカップ     | リーグカップ | 欧州カップ / その他                        | 欧州カップ / その他            | 選手                                                 | 得点数     |
| -------- | ------------------- | ------------ | ------------ | ------------ | ------------ | ------------ | ------------ | ------------ | ------------ | ------------ | ------------ | ------------------------------------------ | ------------------------------ | ---------------------------------------------------- | ---------- |
| 1981-82  | ディビジョン3       | 46           | 14           | 19           | 13           | 56           | 51           | 61           | 13位         | 1回戦敗退    | 2回戦敗退    |                                            |                                | Billy Rafferty                                       | 19         |
| 1982-83  | ディビジョン3       | 46           | 27           | 10           | 9            | 74           | 41           | 91           | 1位          | 2回戦敗退    | 1回戦敗退    |                                            |                                | Alan Biley                                           | 27         |
| 1983-84  | ディビジョン2       | 42           | 14           | 7            | 21           | 73           | 64           | 49           | 16位         | 4回戦敗退    | 2回戦敗退    |                                            |                                | マーク・ヘイトリー                                   | 25         |
| 1984-85  | ディビジョン2       | 42           | 20           | 14           | 8            | 69           | 50           | 74           | 4位          | 3回戦敗退    | 2回戦敗退    |                                            |                                | ニール・ウェブ                                       | 18         |
| 1985-86  | ディビジョン2       | 42           | 22           | 7            | 13           | 69           | 41           | 73           | 4位          | 3回戦敗退    | 準々決勝敗退 | フルメンバーズカップ                       | グループステージ敗退           | ニッキー・モーガン                                   | 15         |
| 1986-87  | ディビジョン2       | 42           | 23           | 9            | 10           | 53           | 28           | 78           | 2位          | 4回戦敗退    | 3回戦敗退    | フルメンバーズカップ                       | 準々決勝敗退                   | ミッキー・クイン                                     | 28         |
| 1987-88  | ディビジョン1       | 42           | 7            | 14           | 19           | 36           | 66           | 35           | 19位         | 準々決勝敗退 | 2回戦敗退    | フルメンバーズカップ                       | 1回戦敗退                      | ミッキー・クイン                                     | 11         |
| 1988-89  | ディビジョン2       | 46           | 13           | 12           | 21           | 45           | 56           | 40           | 20位         | 3回戦敗退    | 2回戦敗退    | フルメンバーズカップ                       | 2回戦敗退                      | ミッキー・クイン                                     | 21         |
| 1989-90  | ディビジョン2       | 46           | 15           | 16           | 15           | 62           | 65           | 61           | 12位         | 3回戦敗退    | 2回戦敗退    | フルメンバーズカップ                       | 2回戦敗退                      | ギー・ウィッティンガム                               | 25         |
| 1990-91  | ディビジョン2       | 46           | 14           | 11           | 21           | 58           | 70           | 53           | 17位         | 5回戦敗退    | 3回戦敗退    | フルメンバーズカップ                       | 2回戦敗退                      | ギー・ウィッティンガム                               | 20         |
| 1991-92  | ディビジョン2       | 46           | 19           | 12           | 15           | 65           | 51           | 69           | 9位          | 準決勝敗退   | 3回戦敗退    | フルメンバーズカップ                       | 1回戦敗退                      | ギー・ウィッティンガム                               | 13         |
| 1992-93  | ディビジョン1       | 46           | 26           | 10           | 10           | 80           | 46           | 88           | 3位          | 3回戦敗退    | 3回戦敗退    | アングロ＝イタリアン・カッププレーオフ1993 | グループステージ敗退準決勝敗退 | ギー・ウィッティンガム                               | 47         |
| 1993-94  | ディビジョン1       | 46           | 15           | 13           | 18           | 52           | 58           | 58           | 17位         | 3回戦敗退    | 準々決勝敗退 | アングロ＝イタリアン・カップ               | グループステージ敗退           | Gerry Creaneyアラン・マクローリン                    | 11         |
| 1994-95  | ディビジョン1       | 46           | 15           | 13           | 18           | 53           | 63           | 58           | 18位         | 4回戦敗退    | 3回戦敗退    |                                            |                                | Gerry Creaney                                        | 22         |
| 1995-96  | ディビジョン1       | 46           | 13           | 13           | 20           | 61           | 69           | 52           | 21位         | 3回戦敗退    | 1回戦敗退    |                                            |                                | ポール・ホールアラン・マクローリン                   | 10         |
| 1996-97  | ディビジョン1       | 46           | 20           | 8            | 18           | 59           | 53           | 68           | 7位          | 準々決勝敗退 | 2回戦敗退    |                                            |                                | リー・ブラッドベリ                                   | 17         |
| 1997-98  | ディビジョン1       | 46           | 13           | 10           | 21           | 51           | 63           | 49           | 20位         | 3回戦敗退    | 1回戦敗退    |                                            |                                | ジョン・アロイージ                                   | 12         |
| 1998-99  | ディビジョン1       | 46           | 11           | 14           | 21           | 57           | 73           | 47           | 19位         | 4回戦敗退    | 2回戦敗退    |                                            |                                | ジョン・アロイージ                                   | 17         |
| 1999-00  | ディビジョン1       | 46           | 13           | 12           | 21           | 55           | 66           | 51           | 18位         | 3回戦敗退    | 2回戦敗退    |                                            |                                | スティーブ・クラリッジ                               | 14         |
| 2000-01  | ディビジョン1       | 46           | 10           | 19           | 17           | 47           | 59           | 49           | 20位         | 3回戦敗退    | 2回戦敗退    |                                            |                                | リー・ブラッドベリスティーブ・クラリッジ             | 11         |
| 2001-02  | ディビジョン1       | 46           | 13           | 14           | 19           | 60           | 72           | 53           | 17位         | 3回戦敗退    | 1回戦敗退    |                                            |                                | ピーター・クラウチ                                   | 19         |
| 2002-03  | ディビジョン1       | 46           | 29           | 11           | 6            | 97           | 45           | 98           | 1位          | 3回戦敗退    | 2回戦敗退    |                                            |                                | スヴェトスラフ・トドロフ                             | 26         |
| 2003-04  | プレミア            | 38           | 12           | 9            | 17           | 47           | 54           | 45           | 13位         | 準々決勝敗退 | 4回戦敗退    |                                            |                                | ヤクブ・アイェグベニ                                 | 19         |
| 2004-05  | プレミア            | 38           | 10           | 9            | 19           | 43           | 59           | 39           | 16位         | 4回戦敗退    | 準々決勝敗退 |                                            |                                | ヤクブ・アイェグベニ                                 | 17         |
| 2005-06  | プレミア            | 38           | 10           | 8            | 20           | 37           | 62           | 38           | 17位         | 4回戦敗退    | 2回戦敗退    |                                            |                                | ロマノ・ルア＝ルアガリー・オニールマシュー・テイラー | 7          |
| 2006-07  | プレミア            | 38           | 14           | 12           | 12           | 45           | 42           | 54           | 9位          | 4回戦敗退    | 3回戦敗退    |                                            |                                | ヌワンコ・カヌ                                       | 12         |
| 2007-08  | プレミア            | 38           | 19           | 9            | 13           | 48           | 40           | 57           | 8位          | 優勝         | 4回戦敗退    |                                            |                                | ベンジャニ・ムワルワリ                               | 12         |
| 2008-09  | プレミア            | 38           | 10           | 11           | 17           | 38           | 57           | 41           | 14位         | 4回戦敗退    | 3回戦敗退    | FAコミュニティ・シールドUEFAカップ         | 準優勝グループステージ敗退     | ピーター・クラウチ                                   | 18         |
| 2009-10  | プレミア            | 38           | 7            | 7            | 24           | 34           | 66           | 19           | 20位         | 準優勝       | 準々決勝敗退 |                                            |                                | フレデリック・ピキオンヌ                             | 10         |
| 2010-11  | チャンピオン        | 46           | 15           | 13           | 18           | 53           | 60           | 58           | 14位         | 3回戦敗退    | 3回戦敗退    |                                            |                                | デヴィッド・ニュージェント                           | 14         |
| 2011-12  | チャンピオン        | 46           | 13           | 11           | 22           | 50           | 59           | 40           | 22位         | 3回戦敗退    | 1回戦敗退    |                                            |                                | デヴィッド・ノリス                                   | 8          |
| 2012-13  | フットボールリーグ1 | 46           | 10           | 12           | 24           | 51           | 69           | 32           | 24位         | 1回戦敗退    | 1回戦敗退    | フットボールリーグトロフィー               | 2回戦敗退                      | イサル・マクロード                                   | 11         |
| 2013-14  | フットボールリーグ2 | 46           | 14           | 17           | 15           | 56           | 66           | 59           | 13位         | 1回戦敗退    | 1回戦敗退    | フットボールリーグトロフィー               | 準々決勝敗退                   | ジェド・ウォレス                                     | 7          |
| 2014-15  | フットボールリーグ2 | 46           | 14           | 15           | 17           | 52           | 54           | 57           | 16位         | 1回戦敗退    | 2回戦敗退    | フットボールリーグトロフィー               | 2回戦敗退                      | ジェド・ウォレス                                     | 17         |
| 2015-16  | フットボールリーグ2 | 46           | 21           | 15           | 10           | 75           | 44           | 78           | 6位          | 4回戦敗退    | 2回戦敗退    | フットボールリーグトロフィープレーオフ2015 | 1回戦敗退準決勝敗退            | マーク・マクナルティ                                 | 12         |
| 2016-17  | EFLリーグ2          | 46           | 26           | 9            | 11           | 79           | 40           | 87           | 1位          | 1回戦敗退    | 1回戦敗退    | EFLトロフィー                              | GS敗退                         | カル・ネイスミス                                     | 15         |
| 2017-18  | EFLリーグ1          | 46           | 20           | 6            | 20           | 57           | 56           | 66           | 8位          | 1回戦敗退    | 1回戦敗退    | EFLトロフィー                              | 3回戦敗退                      | ブレット・ピットマン                                 | 23         |
| 2018-19  | EFLリーグ1          | 46           | 25           | 13           | 8            | 83           | 51           | 88           | 4位          | 4回戦敗退    | 1回戦敗退    | EFLトロフィープレーオフ2019                | 優勝準決勝敗退                 | ジャマル・ロー                                       | 13         |
| 2019-20  | EFLリーグ1          | 35           | 17           | 9            | 9            | 53           | 36           | 60           | 5位          | 5回戦敗退    | 3回戦敗退    | EFLトロフィープレーオフ2020                | 準優勝準決勝敗退               | ロナン・カーティス                                   | 11         |
| 2020-21  | EFLリーグ1          | 46           | 21           | 9            | 16           | 65           | 51           | 72           | 8位          | 3回戦敗退    | 2回戦敗退    | EFLトロフィー                              | 3回戦敗退                      | ジョン・マーキス                                     | 9          |
| 2021-22  | EFLリーグ1          | 46           | 20           | 13           | 13           | 68           | 51           | 73           | 10位         | 2回戦敗退    | 1回戦敗退    | EFLトロフィー                              | 3回戦敗退                      | マーカス・ハーネス                                   | 11         |
| 2022-23  | EFLリーグ1          | 46           | 17           | 19           | 10           | 61           | 50           | 70           | 8位          | 3回戦敗退    | 2回戦敗退    | EFLトロフィー                              | 準々決勝敗退                   | コルビー・ビショップ                                 | 20         |
| 2023-24  | EFLリーグ1          | 46           | 28           | 13           | 5            | 78           | 41           | 97           | 1位          | 1回戦敗退    | 2回戦敗退    | EFLトロフィー                              | 2回戦敗退                      | コルビー・ビショップ                                 | 21         |
| 2024-25  | チャンピオンシップ  |              |              |              |              |              |              |              |              |              |              |                                            |                                |                                                      |            |

## 欧州の成績
| シーズン | 大会       | ラウンド  | 対戦相手                   | ホーム | アウェー     | 合計 |  |
| -------- | ---------- | --------- | -------------------------- | ------ | ------------ | ---- |  |
| 2008-09  | UEFAカップ | 1回戦     | ヴィトーリア・ギマランイス | 2-0    | 2-2 (a.e.t.) | 4-2  |  |
| 2008-09  | UEFAカップ | グループE | ブラガ                     | N/A    | 0-3          | 4位  |  |
| 2008-09  | UEFAカップ | グループE | ミラン                     | 2-2    | N/A          | 4位  |  |
| 2008-09  | UEFAカップ | グループE | ヴォルフスブルク           | N/A    | 2-3          | 4位  |  |
| 2008-09  | UEFAカップ | グループE | ヘーレンフェーン           | 3-0    | N/A          | 4位  |  |

## ポーツマスおじさん
ポーツマスFCには、本名にクラブ名を入れてしまった熱狂的なサポーターがおり、ホームゲームの名物となっている。この人物の名前はジョン・アンソニー・ポーツマスフットボールクラブ・ウェストウッド (John Anthony Portsmouth Football Club Westwood)。彼が何故そうしているのかは定かではないが、フラットン・パークでのホームゲームでは、常に全身を青い服に包み、青い鐘を両手に持って鳴らしながらスタンドを駆け回る姿が見られる。またテレビ中継でも耳を澄ませば必ずや、ポーツマスおじさんの打ち鳴らす鐘の音が聞こえてくるのである。ただし彼の姿は対戦チームのサポーターからは不評であり、彼を罵倒するようなインターネット上の書き込みも散見される。

## アーサー・コナン・ドイル
「シャーロック・ホームズ」シリーズの作者として名高いアーサー・コナン・ドイルは、一時期ポーツマスに住んでいた事があり、ポーツマスAFCというフットボールクラブの初代正ゴールキーパーであった。ただしポーツマスAFCはポーツマスFCとの直接の繋がりは無い（ポーツマスAFCは1894年に解散しており、ポーツマスFCが結成されるのは1898年である）。とはいえ、ポーツマスFCのサポーターを含むイングランドのサッカー・ファンの間では、「ポーツマスの初代ゴールキーパーはアーサー・コナン・ドイル」であると広く信じられている。

## 現所属メンバー
2024年8月21日現在
注：選手の国籍表記はFIFAの定めた代表資格ルールに基づく。
| No. | Pos. |                | 選手名                        |
| --- | ---- | -------------- | ----------------------------- |
| 1   | GK   | イングランド   | ウィル・ノリス                |
| 2   | DF   | イングランド   | ジョーダン・ウィリアムズ ()   |
| 3   | DF   | イングランド   | コナー・オギルヴィー          |
| 4   | DF   | イングランド   | ライリー・タウラー            |
| 5   | DF   | ウェールズ     | リーガン・プール              |
| 6   | DF   | アイルランド   | コナー・ショナシー            |
| 7   | MF   | イングランド   | マーロン・パック              |
| 9   | FW   | イングランド   | コルビー・ビショップ          |
| 10  | FW   | オーストラリア | クシニ・イェンギ ()           |
| 11  | FW   | 北アイルランド | ギャヴィン・ホワイト          |
| 14  | MF   | イングランド   | ベン・スティーブンソン        |
| 15  | FW   | イングランド   | クリスティアン・サイディー () |
| 16  | MF   | ウェールズ     | ジョー・モレル                |
| 16  | DF   | スコットランド | トム・マッキンタイア ()       |
| 17  | MF   | イングランド   | オーウェン・モクソン          |

| No. | Pos. |                | 選手名                    |
| --- | ---- | -------------- | ------------------------- |
| 18  | FW   | デンマーク     | エリアス・ソレンセン      |
| 19  | DF   | オーストラリア | ジェイコブ・ファレル      |
| 20  | FW   | オーストラリア | サミュエル・シルヴェラ () |
| 21  | MF   | イングランド   | アンドレ・ドゼル          |
| 22  | DF   | イングランド   | ザック・スワンソン ()     |
| 23  | MF   | イングランド   | ジョシュ・マーフィー ()   |
| 24  | MF   | 北アイルランド | テリー・デヴリン          |
| 26  | MF   | ウェールズ     | トム・ロウリー ()         |
| 27  | FW   | アイルランド   | アンソニー・スカリー ()   |
| 30  | MF   | スコットランド | マット・リッチー ()       |
| 31  | GK   | スコットランド | ジョーダン・アーチャー () |
| 32  | FW   | 北アイルランド | パディ・レーン ()         |
| 49  | FW   | イングランド   | カラム・ラング            |
| --  | GK   | オーストリア   | ニコラス・シュミット      |
| --  | MF   | マリ共和国     | アブドゥライェ・カマラ () |

12番は、ポーツマスサポーターの物であるため欠番となっている。
監督  ジョン・モウシーニョ

### ローン移籍選手
in
注：選手の国籍表記はFIFAの定めた代表資格ルールに基づく。
| No. | Pos. |                | 選手名                                     |
| --- | ---- | -------------- | ------------------------------------------ |
| 20  | FW   | オーストラリア | サミュエル・シルヴェラ (ミドルズブラFC) () |

out
注：選手の国籍表記はFIFAの定めた代表資格ルールに基づく。
| No. | Pos. |              | 選手名                                              |
| --- | ---- | ------------ | --------------------------------------------------- |
| 33  | GK   | イングランド | トビー・スチュワート (トンブリッジ・エンジェルズFC) |

| No. | Pos. |              | 選手名                                                          |
| --- | ---- | ------------ | --------------------------------------------------------------- |
| 28  | MF   | イングランド | ルーヴェン・スワン (ハヴァント・アンド・ウォータールーヴィルFC) |

## 歴代監督
| 名前                   | 在任期間  | 試合 | 勝  | 分 | 負 | 勝率 % |
| ---------------------- | --------- | ---- | --- | -- | -- | ------ |
| トニー・ピューリス     | 2000      | 35   | 11  | 10 | 14 | 31.43  |
| スティーヴ・クラリッジ | 2000-2001 | 23   | 5   | 10 | 8  | 21.74  |
| グラハム・リックス     | 2001-2002 | 56   | 16  | 17 | 23 | 28.57  |
| ハリー・レドナップ     | 2002-2004 | 116  | 54  | 26 | 36 | 46.55  |
| ヴェリミル・ザイェツ   | 2004-2005 | 21   | 5   | 4  | 12 | 23.81  |
| アラン・ペラン         | 2005      | 21   | 4   | 6  | 11 | 19.05  |
| ハリー・レドナップ     | 2005-2008 | 128  | 54  | 29 | 45 | 42.19  |
| トニー・アダムス       | 2008-2009 | 22   | 4   | 7  | 11 | 18.18  |
| ポール・ハート         | 2009      | 30   | 9   | 6  | 15 | 30     |
| アヴラム・グラント     | 2009-2010 | 33   | 10  | 7  | 16 | 30.3   |
| スティーヴ・コッテリル | 2010-2011 | 61   | 18  | 17 | 26 | 29.51  |
| マイケル・アップルトン | 2011-2012 | 51   | 13  | 11 | 27 | 25.49  |
| ガイ・ウィッティンガム | 2012-2013 | 51   | 11  | 15 | 25 | 21.57  |
| リッチー・バーカー     | 2013-2014 | 20   | 4   | 8  | 8  | 20     |
| アンディ・アウフォード | 2014-2015 | 55   | 20  | 17 | 18 | 36.36  |
| ポール・クック         | 2015-2017 | 107  | 52  | 27 | 28 | 48.6   |
| ケニー・ジャケット     | 2017-2021 | 211  | 107 | 44 | 60 | 50.71  |
| ダニー・カウリー       | 2021-2023 | 97   | 42  | 27 | 28 | 43.3   |

## 歴代所属選手

### GK
- マルト・ポーム 1994-1995, 1996-1997
- 川口能活 2001-2003
- シャカ・ヒスロップ 2002-2005
- サンデル・ヴェステルフェルト 2005-2006
- ディビッド・ジェームス 2006-2010
- アンティ・ニエミ 2009-2010

### DF
- ハイデン・フォックス 2002-2005
- アルヤン・デ・ゼーヴ 2002-2005
- エフスタティオス・タヴラリディス 2003
- ペトリ・パサネン 2004
- アンディ・オブライエン 2005-2007
- ソル・キャンベル 2006-2009
- グレン・ジョンソン 2006-2009
- ジミ・トラオレ 2007-2009
- シルヴァン・ディスタン 2007-2009
- ローレン・エタメ・マイヤー 2007-2009
- ユネス・カブール 2008-2010
- スティーヴ・フィナン 2009-2010

### MF
- ニール・ウェブ 1982-1985
- ダレン・アンダートン 1990-1992
- ガリー・オニール 1999-2003, 2005-2007
- リー・シャープ 2001
- ロベルト・プロシネチキ 2001-2002
- ポール・マーソン 2002-2003
- パトリック・ベルガー 2003-2005
- アレクセイ・スメルティン 2003-2004
- ローラン・ロベール 2005
- アンドレス・ダレッサンドロ 2006
- マヌエル・フェルナンデス 2006-2007
- オグニェン・コロマン 2006-2007
- ニコ・クラニチャール 2006-2009
- サリー・ムンタリ 2007-2008
- ジョン・ウタカ 2007-2011.1
- ジャーメイン・ペナント 2009
- ケヴィン＝プリンス・ボアテング 2009-2010

### FW
- ジョージ・グラハム 1974-1976
- ミック・シャノン 1985-1986
- ヨルン・ブーレ 1993-1994
- ジョン・アロイージ 1997-1999
- ムラデン・ルドニャ 2000-2002
- ピーター・クラウチ 2001-2002, 2008-2009
- テディ・シェリンガム 2003-2004
- ジェイソン・ロバーツ 2003-2004
- ヤクブ・アイェグベニ 2003-2005
- ロマノ・ルア＝ルア 2004-2007
- ダリオ・シルバ 2005-2006
- アンディ・コール 2006-2007
- エマヌエル・オリサデベ 2006
- ヌワンコ・カヌ 2006-2012
- パパ・ブバ・ディオプ 2007-2010
- ジャーメイン・デフォー 2008.1-2009.1

## 提携クラブ
- ハヴァント・アンド・ウォータールーヴィルFC
- ル・アーヴルAC
- SVズルテ・ワレヘム
- アクラ・ハーツ・オブ・オーク
- サン・フアン・ジャブロット